# Little Fox Lakes
Die Little Fox Lakes sind eine Seengruppe 74 km nordnordwestlich von Whitehorse im kanadischen Territorium Yukon. Die Seengruppe besteht aus zwei benachbarten kleineren Seen. Die Seengruppe liegt in den Stammesgebieten der Little Salmon/Carmacks First Nation, Champagne and Aishihik First Nations, Ta'an Kwach'an und Kwanlin Dun First Nation.

## Lage
Der nördliche Abschnitt des Klondike Highway verläuft entlang dem Ostufer der beiden Seen. Weiter südlich befindet sich der Fox Lake, weiter nördlich der Braeburn Lake. Der südliche See (1,36 km²) fließt in den nördlichen See (89 ha) ab. Letzterer wird über einen Bach entwässert, der dem 11 km entfernten Braeburn Lake zufließt. Die Seen liegen auf einer Höhe von etwa 818 m. Es gibt eine öffentliche Bootsrampe. Die Seen sind ein beliebtes Anglerziel.

## Seefauna
Eine Untersuchung der Seen im Jahr 2016 erbrachte, dass die Population des Amerikanischen Seesaiblings einen guten Bestand an kleinwüchsigen Exemplaren aufwies. Die Heringsmaräne ist nicht in der Seengruppe vertreten. Dagegen kommen in beiden Seen die Arktische Äsche und die Quappe vor.